# Курінь «Льви»
«Льви» — курінь УПА. Курінний: Рачок Ілля (псевдо «Липей», «Вільха»).

## Створення та склад
Курінь був організований в 1942 році під Львовом в лісах Лопушна, Селиська, Поляна. Організували його Рачок Ілля («Вільха»), який став курінним, та Вовк Григорій («Вихор»), який став курінним бунчужним.
Курінь складався з чотирьох сотень. Сотенним першої сотні був «Дир», другої — «Дон», третьої — «Черемха», четвертої — «Гамалія». Після вишколу під Львовом та прийняття присяги курінь перейшов у Карпати.

## Бойові дії
Курінь вів бої з польським підпіллям на Холмщині та Любешеві. Після перемир'я курінь перейшов на Волинь.
В м.Колки курінь «Льви» разом з куренями «Різуна» («Скажені») і «Залізняка» («Месники»?) вів бойові дії з ковпаківцями. Ці відділи вигнали ковпаківців з Полісся.
Далі курінь був направлений в м.Берестечко на боротьбу з більшовиками, а разом з куренем «Льви» — ще 8 куренів. Більшовики відступили в Білорусію.
Потім курінь «Льви» разом з куренем «Сіроманці» виганяв більшовиків з Карпат.
Потім разом з куренем «Скажені» - з м.Сколе, де розташовувалась школа кагебістів чисельністю 300 чоловік. Більшовики були змушені відступити до Чехословаччини, Угорщини.
В 1944-1945 роках були кинуті великі сили на відділи УПА і курені розділили на менші групи. В березні 1945 року в одному з боїв у Карпатах було вбито курінного Рачка Іллю («Вільху»), а курінного бунчужного Вовка Григорія направили в СБ Бібрського повіту.